# عبدالله جمعان
عبدالله جمعان (عربی: عبدالله جمعان؛ زادهٔ ۶ نوامبر ۱۹۸۵) بازیکن فوتبال اهل عربستان سعودی است.،
از باشگاه‌هایی که در آن بازی کرده‌است می‌توان به باشگاه فوتبال الاتحاد اشاره کرد.